# احترام (فلم)
احترام (بالإنجليزية: Respect) فيلم دراما موسيقي أمريكي لعام 2021  عن السيرة الذاتية لحياة المغنية الأمريكية أريثا فرانكلين. من إخراج الأمريكية ليسيل تومي في أول ظهور لها في الأفلام الروائية الطويلة. الفيلم من سيناريو وتأليف تراسي سكوت ويلسون، وبطولة جنيفر هدسون في دور أريثا فرانكلين، وفورست ويتاكر، ومارلون وايانز، وأودرا ماكدونالد. عرض الفيلم لأول مرة في 8 أغسطس 2021، وصدر إلى دور العرض الأمريكية في 13 أغسطس 2021.
حقق الفيلم 22 مليون دولار في جميع أنحاء العالم وتلقى مراجعات إيجابية بشكل عام من النقاد، حيث أشاد النقاد بأداء هدسون.

## طاقم التمثيل
جينيفر هدسون: في دور أريثا فرانكلين
سكاي داكوتا تورنر: في دور أريثا فرانكلين (في صغرها)
فورست ويتاكر: في دور سي إل فرانكلين (والد أريثا)
مارلون وايانز: في دور تيد وايت (زوج أريثا المسيء ومدير أعمالها)
أودرا ماكدونالد: في دور باربرا سيجرز فرانكلين (والدة أريثا)
مارك مارون: في دور جيري ويكسلر
ألبرت جونز: في دور كين كننغهام
تيتوس بيرجس: في دور جيمس كليفلاند
سيكون سينجبلو: في دور إرما فرانكلين (أخت أريثا الكبرى)
هيلي كيلجور: في دور كارولين فرانكلين (أخت أريثا الصغرى)
تيت دونوفان: في دور جون هاموند
ماري جي بليج: في دور دينا واشنطن
شعر كلفن: في دور سام كوك
هيذر هيدلي: في دور كلارا وارد
لودريك دي كولينز: في دور سموكي روبنسون
بريندا نيكول مورر: في دور بريندا فرانكلين كوربيت (ابنة عم أريثا)

## أحداث الفيلم
كانت أريثا فرانكلين (سكاي داكوتا تورنر) عام 1952 تبلغ من العمر 10 سنوات وتعيش مع والدها القس المعمداني سي إل فرانكلين (فورست ويتاكر)، وكذلك شقيقتها إيرما وكارولين في ديترويت بولاية ميشيغان. صدمتها الوفاة المفاجئة لوالدتها باربرا، ونتيجة لذلك لم تكن أريثا مستعدة للتحدث، إلى أن أجبرها والدها على الغناء في الكنيسة بعد أسابيع من الصمت.
بلغت أريثا السابعة عشر عام 1959، عندما التقت بالمنتج المحلي تيد وايت (مارلون وايانز)، في حفل في منزل والدها، وسارع بإرسال تذاكر السفر إلى نيويورك لتلتقي أريثا بالمدير التنفيذي لشركة تسجيلات كولومبيا جون هاموند (تيت دونوفان). تم توقيع عقد بين أريثا وشركة كولومبيا لتبدأ في تسجيل أغانيها.
صدر أربعة ألبومات لأريثا ولكنها لا تزال تفتقر إلى النجاح المرضي. تبدأ أريثا في علاقة مع المنتج تيد وايت بعد أن شعرت بالإحباط بسبب عدم نجاحها بعد تسعة ألبومات، وتبدأ في تخطي جلسات التسجيل لرؤيته، مما يؤدي إلى إحراج والدها، ويثير استياء أخواتها. تعود أريثا إلى المنزل وتقدم تيد لعائلتها وتعلن رغبتها في أن يصبح تيد مديرًا لها؛ يوافق والدها على مضض.
يتزوج تيد وأريثا في عام 1961، وتضع أريثا طفلهم الأول، بينما تقوم شركة كولومبيا بفسخ عقدها مع أريثا. يؤمن تيد صفقة مع منتج التسجيلات المخضرم جيري ويكسلر من شركة أتلانتيك ريكوردز، الذي يجمعها مع موسيقيين بارزين، وتسجل أول أغنية لها، «لم أحب أبدًا رجل (الطريقة التي أحبك بها) I Never Loved A Man (The Way I Love You)»، ومع ذلك تتوقف جلسة التسجيل بعد أن دخل تيد في معركة مع مدير الاستوديو. تحدث مشاحنة بين أريثا وتيد وترحل إلى ديترويت بهالة سوداء حول عينها. تسمع أريثا أغنيتها تبثها الإذاعة، مما يدفعها لتطوير نفسها. يأتي لأريثا الإلهام ذات ليلة لإعادة توزيع أغنية أوتيس ريدينغ «الاحترام Respect»، وتصبح الأغنية المنفردة رقم واحد على قوائم أفضل الأغاني.
يقوم الدكتور مارتن لوثر كينج، وهو صديق قديم لعائلة فرانكلين، وقبل حفلة موسيقية كبيرة، بتكريم أريثا بجائزة من مركز القيادة المسيحية الجنوبية، ويعلن يوم 16 فبراير «يوم أريثا فرانكلين» في ديترويت. تغني أريثا أغنية مميزة أخرى، تحت عنوان "(أنت تجعلني أشعر وكأنني) امرأة طبيعية You Make Me Feel Like) A Natural Woman"، وتخطط للغناء لصالح جمعيات الحقوق المدنية في ممفيس، متحدية خطة تيد لها للقاء ويكسلر والمديرين التنفيذيين الآخرين لمناقشة احتمالية جولة. تنشر مجلة تايم مقالاً يزعم أن تيد ضرب أريثا في بهو الفندق، ويحاول تيد الغاضب ضربها مرة أخرى لكن أريثا تصدت له وتنهي علاقتهم.
تبدأ أريثا في مواعدة مدير رحلاتها كين كننغهام بعد انفصالها عن تيد، وفي النهاية ترزق بطفلها الرابع. يتم اغتيال الدكتور كينغ في أبريل 1968، ويجادل والد أريثا المذهول وهو في حالة سكر معها اتجاه الحركة، معربًا عن شكوكه في صبر جيل الشباب وقدرته على تحقيق مكاسب طويلة الأمد.
تستمر أريثا في إصدار ألبوماتها ولكنها بدأت في إرهاق نفسها، وبدأت تعاج مشاكل وضغوط حياتها المهنية بتناول الكحول وتعاطي المخدرات، وأصبح لا جدوى من محاولات أشقائها التدخل وهي دائمة اتهامهم بأن نجاحها هو ما يدعمهم. تسقط أريثا مخمورًة على المسرح أثناء أحد عروضها، ويقرر كين أن يهجرها. تواصل أريثا إيجاد العزاء في تناول الخمور حتى تأتيها رؤية والدتها الراحلة وتقرر أن تستيقظ، مما يؤدي إلى تصالح كين معها. تقرر أريثا العودة إلى جذورها الإنجيلية، وتقترب من ويكسلر بفكرة إنتاج ألبوم إنجيلي. يتشكك ويكسلر في قدرة الألبوم على البيع، وتحاول أريثا إقناعه قبل أن تتراجع عن شرط السماح بتصوير التسجيل. تبدأ أريثا التدريبات مع صديق العائلة جيمس كليفلاند، وهو الفنان الإنجيلي المحترم. أثناء التسجيل تسعد أريثا برؤية والدها قد وافق على المجيء، وهو يعتذر لأريثا عن الألم الذي سببه لها. وتبدأ في غناء «نعمة مذهلة» الذي أصبح الألبوم الأكثر مبيعًا في حياتها المهنية بأكثر من مليوني نسخة في الولايات المتحدة وحصلت على شهادة بلاتينية مزدوجة.

## إنتاج الفيلم
استمر مشروع الفيلم قيد التطوير لفترة طويلة، حيث كان من المقرر أن تلعب جينيفر هدسون دور أريثا فرانكلين. شاركت فرانكلين نفسها في تطوير الفيلم حتى وفاتها في 16 أغسطس 2018، ويذكر أنها توقعت فوز هدسون بجائزة أوسكار عن التصوير. في يناير 2019، تم تعيين ليسيل تومي لإخراج الفيلم. تمت إضافة بقية الممثلين في أكتوبر 2019، بما في ذلك فورست ويتاكر، ومارلون وايانز، وأودرا ماكدونالد، وماري جي بليج. أضافت شركة (MGM) في صفقة قائمة في يونيو 2019، أضافت شركة «بورن كريتف» بصفتها شركة منتجة وتمويل مشترك لهذا الفيلم. بدأ التصوير في أتلانتا بولاية جورجيا، في 2 سبتمبر 2019، وانتهى في 15 فبراير 2020.

## إصدار الفيلم
عرض الفيلم لأول مرة في لوس أنجلوس في 8 أغسطس 2021، وتم صدوره إلى دور العرض الأمريكية في 13 أغسطس 2021. كان من المقرر في الأصل إصداره بشكل محدود في 25 ديسمبر 2020، تلاه توسيع في 8 يناير 2021، قبل طرحه في الأسبوع التالي. نظرًا لوباء كوفد 19 تم تحويله إلى الإصدار الواسع الوحيد في 15 يناير، دون إصدار محدود، قبل أن يتم تأجيله مرة أخرى إلى أغسطس 2021. وشملت تواريخ الإصدار السابق أيضًا 14 أغسطس 2020 و 9 أكتوبر.
عُرض الفيلم في مهرجان لوكارنو السينمائي الرابع والسبعين، في قسم بيازا غراندي الذي سيعقد في الفترة من 4 إلى 14 أغسطس.

## استقبال الفيلم
بلغ إجمالي أرباح فيلم «الاحترام» اعتبارًا من 12 سبتمبر 2021، مبلغ  23.1 مليون دولار في الولايات المتحدة وكندا، و 3.5 مليون دولارًا في الأقاليم الأخرى، بإجمالي 26.6 مليون دولار عالميًا. صدر الفيلم في الولايات المتحدة وكندا، في نفس وقت صدور فيلم «رجل حر Free Guy» وفيلم «لا تتنفس Don't Breathe 2»، وكان من المتوقع أن يبلغ إجمالي أرباحه حوالي 10 ملايين دولار من 3207 دار عرض في عطلة نهاية الأسبوع الافتتاحية. حقق الفيلم 3.6 مليون دولار في أول يوم له، بما في ذلك 650 ألف دولار من معاينات ليلة الخميس. استمر في الظهور لأول مرة بمبلغ 8.8 مليون دولار، واحتل المركز الرابع في شباك التذاكر. على الرغم من التركيبة السكانية المستهدفة للفيلم لكبار السن، والإناث، والأمريكيين من أصل أفريقي، كانوا جميعًا من بين أكثر الأشخاص الذين يحجمون عن حضور دور العرض أثناء فترة وباء كوفيد 19، كان الجمهور الافتتاحي للفيلم في عطلة نهاية الأسبوع 63٪ من الإناث و 47٪ من الأمريكيين من أصل أفريقي، وكان 86٪ منهم فوق عمر 25 عامًا. حقق الفيلم 3.8 مليون دولار في عطلة نهاية الأسبوع الثانية (انخفاض بنسبة 57٪)، واحتل المركز الخامس، ثم حقق 2.2 مليون دولار في عطلة نهاية الأسبوع الثالثة.
منح موقع الطماطم الفاسدة الفيلم تقييماً مقداره 67% بناء على آراء 141 ناقداً سينمائياً، وكتب تعليق إجماع نقاد الموقع: «يخجل فيلم السيرة الذاتية هذا من تألق موضوعه الفائق، لكن أداء جينيفر هادسون المتميز يتطلب احترامًا مطلقًا».
منح موقع ميتاكريتيك الفيلم تقييماً مقداره 63% بناء على آراء 38 ناقداً سينمائياً.
الجماهير التي استطلعت آراؤهم شركة سينما سكور منحت الفيلم درجة (A) على مقياس من (+A) إلى (F)، بينما ذكرت بوست تراك أن رواد السينما منحوا الفيلم درجة إيجابية بنسبة 89٪.
في مراجعة إيجابية من صحيفة نيويورك تايمز، صرحت مانوهلا دارجيس أن الفيلم له مذاقه الخاص، وأشادت بأداء ماري جي بليج وجنيفر هدسون، واصفةً الأخير بأنه من دواعي سروري فقط مشاهدتها وهي تأخذ مكانتها. منح موقع الناقد روجر إيبرت الفيلم 3 من أصل 4 نجوم، وكتب ناقد الموقع أودي هندرسون: «ان جينيفر هدسون تؤدي بنفس الحدة التي لا تعرف الكلل التي اشتهرت بها أريثا فرانكلين طوال حياتها المهنية. إنه أداء جيد للغاية وهذا فيلم ترفيهي وهناك قدر لا بأس به من القبح في قصة فرانكلين - الاعتداء الجنسي، والعنف المنزلي، وإدمان الكحول - ومن الفضل في الفيلم أنه يقاوم إغراء التعامل مع هذه القضايا البذيئة. لكن الاحترام لا يتعدى استكشاف السطح لكيفية تأثير هذه الصدمات على فرانكلين».
وصف بيتر ديبروج في مجلة "فرايتي" الفيلم بأنه: "سيرة ذاتية مفرطة الاحترام والتي تبتعد عن الكشف عن الصدمات التي شكلت المغنية أسطورة موسيقى السول" وقال: "على الرغم من أن الفيلم يمكن أن يشعر بالتراخي قليلاً في جزئية الدراما، إلا أنه يوفر متعة إضافية من سماع هدسون تعيد تقديم أغاني فرانكلين الرئيسية، من معايير الجاز المبكرة التي غطتها لكولومبيا إلى إعادة توزيعها لأغنية أوتيس ريدينغ المنفردة التي أعطت الفيلم اسمه. أشادت كاسي دا كوستا من مجلة "فرايتي" أيضاً بأداء جنيفر هدسون وكتبت: "بإضفاء مزيج مذهل من الدقة الإيمائية والقوة الموسيقية، لا يمكن أن يقال بما فيه الكفاية ما حققته هدسون هنا من خلال نقل إحساس ثري بالداخل، والبقاء صادقًة مع كل نظرة، وكلمة منطوقة".
أشاد بيت هاموند على موقع ديدلاين بأداء هدسون قائلاً: "هذا هو انتصار جينيفر هدسون الذي اندمج مع الروح والإرشاد من صوت أعلى. أداء هدسون هو مشهد مثير للنظر ...  الأداء هو جزئيًا صوتها المذهل. إنها تعلق في الخيال كلما غنت ...  لكن هذا الأداء يجعلها أيضًا ممثلة رائعة قادرة على الإبحار في المياه المتغيرة باستمرار لحياة فرانكلين المعقدة - من زوجة شابة لا تفهم تمامًا ما نوع الموهبة التي حصلت عليها بالفعل، من خلال إيجاد طريقة لتكريم روحها الإبداعية.

## الجوائز
ترشح الفيلم لجائزة صورة المرأة على الإنترنت لأفضل فيلم ولأفضل ممثلة (جينيفر هدسون).

## وصلات خارجية
https://www.unitedartistsreleasing.com/respect/synopsis/ احترام (فيلم)
https://www.imdb.com/title/tt2452150/ احترام (فيلم)
https://letterboxd.com/film/respect-2021/ احترام (فيلم)
https://www.allmovie.com/movie/respect-v723957 احترام (فيلم)
https://www.filmaffinity.com/us/film911859.html احترام (فيلم)